# Фридрих Антиохийский
Фридрих Антиохийский (итал. Federico di Antiochia, нем. Friedrich von Antiochia, Федерико, Фридерик, ок. 1221 — 1256) — граф ди Альба, Челано и Лорето. Подеста Флоренции в 1246—1247 годах.

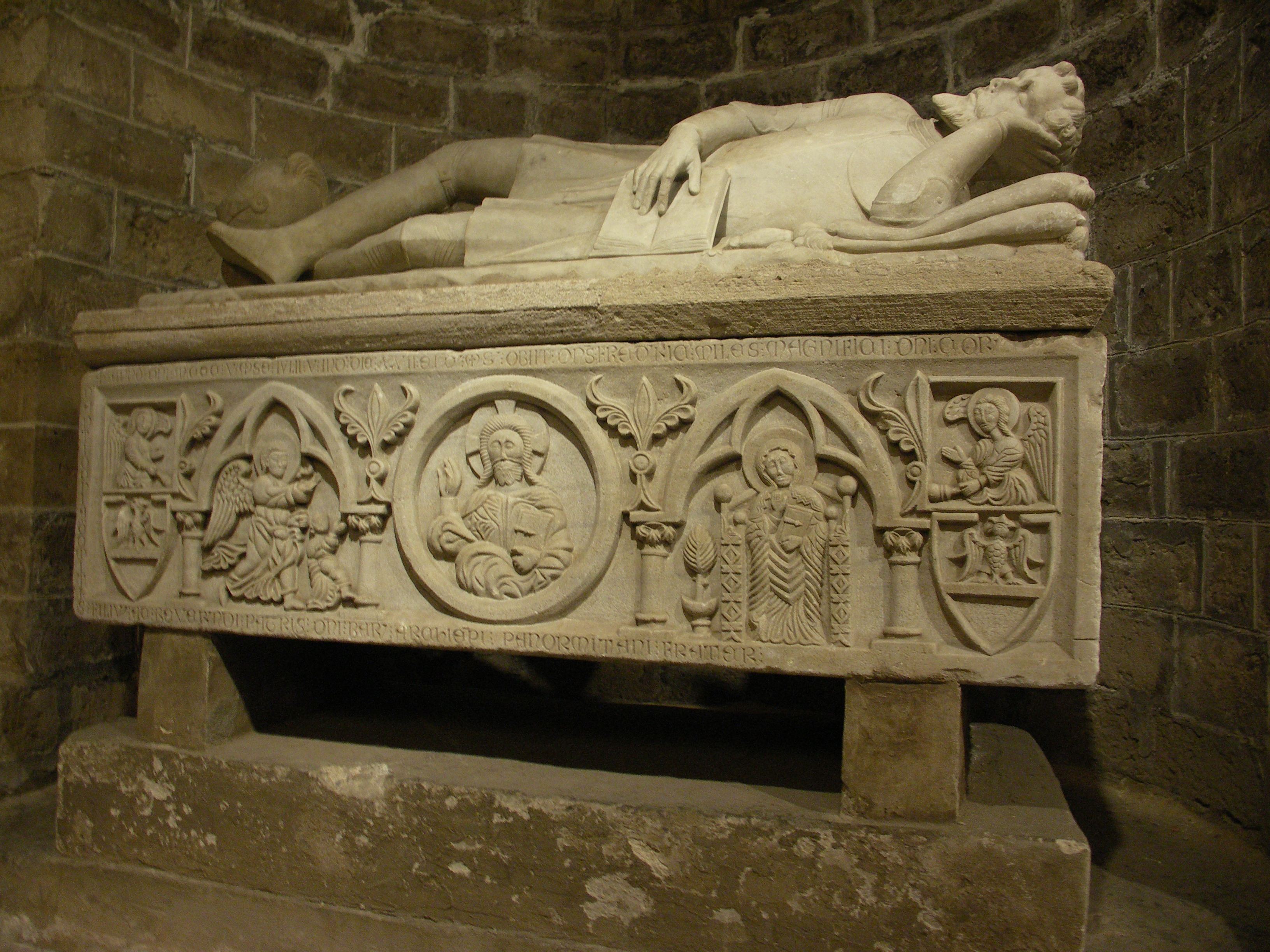
Саркофаг Фридриха Антиохийского в кафедральном соборе Палермо.

## Биография
Бастард императора Священной Римской империи Фридриха II Гогенштауфен от неизвестной матери. Некоторые  источники называют её Мария (Матильда) Антиохийская (ок. 1200 — пос. 1225).
Существует версия, что она была дочерью Боэмунда IV Одноглазого (1171—1233) де Пуатье.
Занимал должность имперского викария в марке Анкона и герцогстве Сполето в 1244 году, в Тоскане в 1246 году. Подеста Флоренции.
Герб княжества Антиохия стал эмблемой Фридриха II как его родственников при заключении брака с Иоландой де Бриен (1225—1228) в ноябре 1225 года.
Тесть Фридриха Антиохийского Джованни (Иоанн) ди Поли ди Конти владел землями в южном Лацио и, несмотря на родство с папами Иннокентием III и Григорием IX, почти всегда был на стороне императора Фридриха II, получив от него в 1230 году графство Альба. Этот брак был частью политической стратегии Фридриха с представителями римской знати, враждебной папе. Фридрих, благодаря землям жены, распространил своё влияние в целом ряде регионов Лацио и Абруццо.
Фридрих Антиохийский описывается в летописях как человек очень активный и талантливый руководитель, несмотря на легкую хромоту.
В Кремоне в июле 1245 года Фридрих был посвящён отцом в рыцари и был призван защищать его интересы. В том же месяце император был низложен и отлучен Советом папы Иннокентия IV в Лионе. Император опирался на своих сыновей-бастардов в борьбе гибеллинов с гвельфами, поэтому назначил Фридриха в феврале 1246 года генеральным викарием в Тоскане вместо коррумпированного Пандольфо Фазанелла. Занимал эту должность до смерти отца.
В 1246 до 1247 годы Фридрих Антиохийский также выполнял функции подеста Флоренции и был лидером гибеллинов. Перенял методы управления отца: отличался жесткостью, с которой реорганизовал административные и военные структуры города и округа. Почти всегда его посреднические усилия по обеспечению спокойствия и мира между фракциями города заканчивались неудачей, ибо с противниками был склонен к использованию железного кулака, а не убеждения. Есть несколько эпизодов, которые свидетельствуют об этом поведении. Действуя как настоящий тиран, был изгнан из Флоренции гвельфами, деятельность которых в 1248 году была им запрещена и которых преследовал даже в их замках.
Фридрих Антиохийский никогда не встречался с отцом во Флоренции, ибо астролог предсказал, что император умрет в городе с цветочным названием. Они встречались в других городах Тосканы. Например, в 1247 году в Сиене, городе, в котором поддерживали гибеллинов и империю. Отец хотел захватить его с собой по пути в Лион. Но император задержался в Италии из-за беспорядков, вспыхнуших против гибеллинов в Парме. При осаде Пармы в августе 1247 года Фридрих Антиохийский был в Тоскане, чтобы помогать отцу вместе со сводным братом Энцо Сардинским (Энциус, 1215—1272). В Парме не мог оставаться долго, потому что был вынужден вернуться в Тоскану на борьбу с гвельфами, во главе с папским легатом Оттавиано Убальдини.
Во время императорского викариатства в Тоскане Фридрих добился двух больших успехов. В 1247 году ему удалось вернуть власть в городе Витербо, где вследствие долгого голода были вынуждены просить у него прощения. Более важной является повторная оккупация Флоренции в феврале 1248 года.
Тосканские города гвельфов были возвращены, но сразу вспыхнуло восстание против гибеллинов в Парме, что отразилось во многих городах Италии. В январе 1248 года Фридрих Антиохийский отправился во Флоренцию с армией в 1600 всадников. Он определил свою штаб-квартиру в Прато, где вербовал войско. В конце этого месяца Фридрих нанес решающий удар, и, окруженный армией гвельфов, в течение двух дней, в ночь на Сретенье, 2 февраля, разбросал всех врагов и занял город. Согласно хронике Джованни Виллани, заключенные были убиты, кроме того, ослепили Риньери Буондельмонти. Многие дворяне укрылись в Гельф Капрайя, где 25 апреля согласились сдаться Фридриху Антиохийскому. Это была его последняя успешная компания в Тоскане, где борьба гвельфов и гибеллинов разгорелась с новой силой.
Присутствие Фридриха задокументировано во Флоренции 24 июня 1250 года на празднике Св. Иоанна. В сентябре того же года он потерпел сокрушительное и неожиданное поражение при осаде замка Вальдарно, занятого изгнанными из Флоренции |гвельфами. Его войска ночью подверглись нападению гвельфов из Монтеварки и были вынуждены бежать.
Борясь с восстанием гвельфов в Поджибонси Фридрих узнал о смерти отца (13 декабря 1250 года во Фьорентино). Это событие обострило ситуацию в Тоскане и Фридрих Антиохийский уже был не в состоянии остановить падение своей партии. Хотя его соратники сразу же покинул провинцию, он пробыл там до осени 1251 года.
В период, когда он был наместником и мэром Флоренции, Фридриха Антиохийского именовали «цезарь» и не только в знак уважения, как сына императора, но в силу чрезвычайных полномочий, которыми он был награждён. Он любил хвастаться этим званием, хотя никогда не был им официально награждён. Это звание ему присваивается Джованни Виллани, а также в протоколах городского совета Сан-Джиминьяно, где он упоминается как «цезарь», по крайней мере, 50 раз.
Новый германский король Конрад IV (Коррадо, 1228—1254) показал себя доброжелательным к своему сводному брату Фридриху Антиохийскому, который в северной Апулии в феврале 1252 года был в его свите. В том же году в Фодже император подтвердил права Фридриха на графства Альба, Челано и Лорето. Несмотря на благосклонность нового императора, Фридрих решил поддержать другого брата — Манфреда Сицилийского (1231—1266), который находился в ссоре с Конрадом IV из-за неуважительных высказываний последнего по отношению к матери Манфреда. Это лишило Фридриха симпатии императора, который сослал его в 1253 году. Фридрих покинул Королевство Обеих Сицилий с другими сторонниками Maнфреда.
Конрад IV умер в мае 1254 года, когда папа Иннокентий IV вернулся в Италию из Лиона. Папа призвал Фридриха в Ананьи, где проживал, чтобы обсудить с ним возможность соглашения. Общались они 15 дней, но без успеха — Фридрих и Манфред были отлучены наряду со многими другими. Но в ноябре того же года, возможно, в результате частных переговоров, Иннокентий IV признал за Фридрихом графства Aльба, Челано и Лорето, называя его в документе, как своего верного вассала.
Иннокентия IV сменил в декабре 1254 года слабый папа Александр IV. Манфред организовал мощную армию из сарацин Лючеры и в первом полугодии 1255 года добился победы в Апулии и Калабрии против папской армии, возглавляемой Оттавиано Убальдини. Фридрих опять поддержал Манфреда при осаде Фоджи в конце 1255 года, но они были вынуждены капитулировать, измученные голодом и лихорадкой.
В начале следующего года из-за тягот войны и болезни, которая поразила его (по другой версии погиб в битве), Фридрих Антиохийский умер. Похоронен в кафедральном соборе Палермо.
Он, как утверждал Эрнст Канторович, был певцом и поэтом, как его отец и сводные братья Энцо и Манфред.

## Брак и дети
До 1239 года: Маргерита ди Поли (после 1246/49), дочь Джованни ди Поли, графа Альба, сенатора Рима и племянника папы Иннокентия III. Имели троих детей:
1. Коррадо Антиохийский (1240 — после 1301), граф ди Лорето с 1258 года, граф ди Альба, Челано, Абруццо с 1268 года. Жена: до 8 июля 1258 года (её второй муж) Беатриса Ланчия (Ланца, после 1268), вдова Уголино ди Серра, дочь маркграфа Гальвано Ланчия (дяди Манфреда Сицилийского) и второй жены Маргериты ди Окра. Имели семерых детей.
2. Филиппа (1242 — умерла в тюрьме до 27 октября 1273), муж: до 8 июля 1258 года маркграф Манфред II Малетта (после 1282), троюрный кузен Манфреда Сицилийского.
3. Мария, муж: Бернабо Маласпина.

Потомки Фридриха II Гогенштауфена от Фридриха Антиохийского прослеживаются в Гориции (Италия) до наших дней.